# حجرون (ريمة)

تعديل مصدري - تعديل

قرية جحرون هي إحدى قرىعزلة يامن الواقعة ضمن مديرية كسمة التابعة لمحافظة ريمة، بلغ تعداد سكانها (1145) نسمة حسب تعداد اليمن لعام 2004.

## المحلات التابعة للقرية
- السورة
- سهل البنر
- السوق
- الزيل
- البيضاء
- ضرف
- حوره
- الديفل

## روابط خارجية
- الدليل الشامــل